# Brigada Kfir
La Brigada de Infantería Kfir, (en hebreo: חטיבת כפיר , Hativat Kfir ) forma parte de la 99.ª División de Infantería del Mando Central de Israel, y es la brigada de infantería más joven de las FDI, esta unidad militar se formó oficialmente en el mes de febrero de 2005. Las brigadas de infantería proporcionan flexibilidad y maniobrabilidad en el campo de batalla moderno. Son capaces de operar bajo condiciones adversas, en la ciudad o a campo abierto, y en cualquier hora del día o por la noche, con una combinación de movimientos rápidos y una potencia de fuego demoledora. Los batallones de la brigada Kfir, están capacitados para luchar solos, aunque pueden unirse a otras fuerzas de combate. Pueden ser transportados al campo de batalla en helicóptero, luchar a pie o junto a vehículos blindados, tanques y vehículos aliados de transporte blindado de personal. Asimismo, pueden combatir contra los blindados, los helicópteros de ataque y la infantería enemiga. 
La Brigada Kfir es un componente importante en el mantenimiento de la seguridad de Israel, puesto que se especializa en la lucha contra el terrorismo y el combate dentro de áreas urbanas densamente pobladas. Los soldados de la brigada Kfir, están en vanguardia de una lucha decidida contra el terrorismo y comparten la carga de intensos combates. Los batallones de la brigada Kfir, están desplegados en cada ciudad palestina importante, desde Hebrón, al sur de Tulkarem y Jenin, hasta el norte (antes de la retirada del año 2005 y la desconexió, la brigada Kfir, también estaba desplegada en la Franja de Gaza). La brigada lleva a cabo operaciones complejas y difíciles, exigiendo que los soldados demuestren un alto nivel de experiencia, constancia, iniciativa y determinación sobre una base diaria.
Los soldados de la brigada Kfir han jugado un papel importante en las operaciones regulares y especiales en la guerra de Israel contra el terrorismo. Entre sus éxitos está la captura de terroristas suicidas y sus bases, han participado también en la confiscación de armas ilegales y explosivos. Las unidades de la brigada Kfir, también han sido fundamentales en muchas operaciones militares de las FDI incluyente: la Operación Escudo Defensivo (2002), la Operación Invierno Caliente (2008) y la Operación Plomo Fundido (2009).
La brigada Kfir, es una de las cinco brigadas regulares del Cuerpo de Infantería. Este cuerpo es responsable de la formación y la coordinación de las operaciones de la infantería junto con las otras fuerzas. Este cuerpo está supervisado por el Mando de las fuerzas terrestres de las FDI. Este mando, es el responsable de la unificación y la simplificación de las operaciones de la infantería, los vehículos blindados, la artillería y las fuerzas de ingeniería, la doctrina y la formación de los soldados, la planificación de las operaciones, la investigación, el desarrollo y la innovación tecnológica. El Batallón Netzah Yehuda forma parte de la Brigada Kfir.

## Formación
Los soldados de la Brigada Kfir se entrenan en el combate urbano. Los soldados de la Brigada Kfir se someten a un entrenamiento de combate intenso, que los prepara para la acción en las zonas urbanas, y por los combates con la población palestina local. Durante cuatro meses y medio de formación básica, los soldados aprenden los fundamentos de la disciplina en el ejército y mejoran su condición física, mientras que para convertirse en un experto en el uso de varias armas, como el fusil M16, la carabina M4 y el fusil Tavor. Durante el entrenamiento básico, los soldados también completarán no menos de diez marchas forzadas, estas pruebas, ponen a prueba la motivación y el trabajo en equipo de una unidad militar. Después del entrenamiento básico, los soldados se someterán a tres meses de entrenamiento avanzado, centrado en el combate urbano y la lucha como un pelotón integrado. Los futuros combatientes, tendrán que completar cursos de navegación, de respuesta rápida, de explosivos, y de combate. Los soldados tendrán que luchar pie, y serán transportados en vehículos blindados. Los soldados de la brigada Kfir, también serán sometidos a cursos de idioma árabe que los permitirán conversar mejor con los ciudadanos palestinos, esta será una parte importante de sus actividades operacionales, puesto que implicará tener un contacto directo con la población local. Para pasar a la formación avanzada, cada soldado individual, tendrá que superar con éxito una carrera de obstáculos de una milla de distancia, así como demostrar un alto nivel de aptitud física a través de varias pruebas de aptitud del ejército. Al finalizar su capacitación avanzada, la mayoría de los soldados se unirán a una unidad militar, en uno de los seis batallones de la brigada Kfir. Los futuros combatientes que han sido seleccionados, después de completar su formación militar básica, serán enviados posteriormente, a completar cursos de francotirador, cursos de conducción de vehículos, y cursos de formación para ejercer como paramédicos de combate.
- Datos: Q2587375
- Multimedia: Kfir Brigade / Q2587375